# Darin Olver
Darin Olver (* 2. května 1985, Burnaby, Britská Kolumbie, Kanada) je německý hokejový útočník narozený v Kanadě, hrající v týmu Eisbären Berlín v německé Deutsche Eishockey Lize.

## Kariéra
S juniorským hokejem začínal v lize BCHL, v týmu Chilliwack Chiefs. V roce 2003 šel hrát do americké univerzitní ligy CCHA, která spadá pod celoamerickou univerzitní sportovní asociaci NCAA. V té lize hrál za Michiganskou univerzitu. V roce 2004 byl vybrán v druhém kole na celově 36. místě týmem New York Rangers ve Vstupním draftu NHL. Od sezóny 2006/07 začal hrát na farmě Rangers v týmu Hartford Wolf Pack, který hrál ligu AHL. Před sezónou 2007/08 se, ale stěhoval do Evropy, kde nastupoval za Fischtown Pinguins v 2. německé lize. Po dobrých výkonech v tomto týmu přestoupil v roce 2008 do Deutsche Eishockey Ligy do týmu Straubing Tigers. V roce 2009 opět přestoupil do týmu Augsburger Panther, který taktéž hrál v DEL. V listopadu 2010 nastoupil poprvé v dresu národního týmu Německa.

## Individuální úspěchy
- 2002/03 – Nejsportovnější hráč BCHL.
- 2010/11 – Nejproduktivnější hráč DEL.
- 2010/11 – Nejlepší nahrávač DEL.

## Klubové statistiky
| Sezona       | Klub                             | Soutěž       | Základní část | Základní část | Základní část | Základní část | Základní část | Play off | Play off | Play off | Play off | Play off |
| Sezona       | Klub                             | Soutěž       | Z             | G             | A             | B             | TM            | Z        | G        | A        | B        | TM       |
| ------------ | -------------------------------- | ------------ | ------------- | ------------- | ------------- | ------------- | ------------- | -------- | -------- | -------- | -------- | -------- |
| 2002–03      | Chilliwack Chiefs                | BCHL         | 59            | 34            | 55            | 89            | 57            | —        | —        | —        | —        | —        |
| 2003–04      | Northeastern Michigan University | CCHA         | 41            | 13            | 21            | 34            | 26            | —        | —        | —        | —        | —        |
| 2004–05      | Northeastern Michigan University | CCHA         | 40            | 9             | 34            | 43            | 30            | —        | —        | —        | —        | —        |
| 2005–06      | Northeastern Michigan University | CCHA         | 36            | 15            | 20            | 35            | 32            | —        | —        | —        | —        | —        |
| 2006–07      | Northeastern Michigan University | CCHA         | 41            | 14            | 20            | 34            | 47            | —        | —        | —        | —        | —        |
| 2006–07      | Hartford Wolf Pack               | AHL          | 6             | 1             | 0             | 1             | 8             | —        | —        | —        | —        | —        |
| 2007–08      | Fischtown Pinguins               | GER2         | 52            | 21            | 35            | 56            | 56            | 7        | 7        | 4        | 11       | 6        |
| 2008–09      | Straubing Tigers                 | DEL          | 35            | 2             | 9             | 11            | 18            | —        | —        | —        | —        | —        |
| 2009–10      | Augsburger Panther               | DEL          | 56            | 26            | 34            | 60            | 60            | 14       | 6        | 7        | 13       | 6        |
| 2010–11      | Augsburger Panther               | DEL          | 48            | 23            | 47            | 70            | 42            | —        | —        | —        | —        | —        |
| DEL celkově  | DEL celkově                      | DEL celkově  | 139           | 51            | 90            | 141           | 120           | 14       | 6        | 7        | 13       | 6        |
| GER2 celkově | GER2 celkově                     | GER2 celkově | 52            | 21            | 35            | 56            | 56            | 7        | 7        | 4        | 11       | 6        |
| AHL celkově  | AHL celkově                      | AHL celkově  | 6             | 1             | 0             | 1             | 8             | —        | —        | —        | —        | —        |